# Navigatori care dispar
Navigatori care dispar este un film românesc din 1966 regizat de Iancu Moscu.